# وزارت فرهنگ، رسانه و ورزش
وزارت فرهنگ، رسانه و ورزش (انگلیسی: Department for Culture, Media and Sport) یک وزارتخانه در کشور بریتانیا است.
این وزارتخانه که در سال ۱۹۹۷ تأسیس شده ساختمان اصلی آن در خیابان وایت‌هال، لندن قرار دارد.